# Alkylketendimer

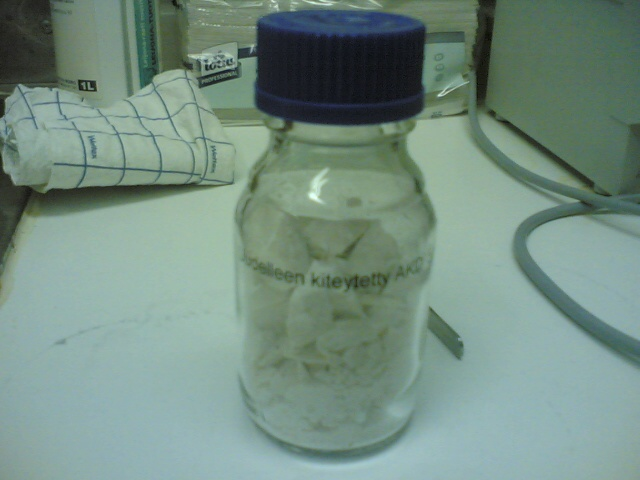

Alkylketendimer eller AKD, används bland annat vid hydrofobiering av papper. En dispersion av AKD tillsätts tjockmassan innan inloppslådan. Dropparna fördelar sig på fibrerna, och i torkpartiet sprider dropparna ut sig till och reagerar med cellulosan. Detta monolager skyddar det torkade pappret mot fukt.